# 小行星147397
小行星147397（147397 Bobhazel）是一颗绕太阳运转的小行星，为主小行星带小行星。该小行星于2003年3月20日发现。
該小行星以美國俄勒岡州錫賽德業餘天文學家的創辦人羅伯特·西利（Robert Sealy）和海瑟爾·西利（Hazel Sealy）命名。

## 轨道参数
小行星147397的轨道半长轴为440 424 150 km，2.9440117 UA，离心率为0.123。